# Сали Рајд
Сали Рајд (енгл. Sally Ride; Лос Анђелес, 26. мај 1951 — Сан Дијего, 23. јул 2012) била је америчка физичарка и астронауткиња. Наси се придружила 1978. године, а 1982. године постала је прва Американка у свемиру. У свемир је полетела када је имала 32 године и важи за најмлађу америчку астронауткињу. После два лета на спејс-шатлу Челенџер, напустила је Насу 1987. године. Радила је две године у Центру за међународну безбедност и контролу наоружања на Универзитету Станфорд, затим на Универзитету у Калифорнији у Сан Дијегу као професорка физике, пре свега истражујући нелинеарну оптику и Томсоново расипање. Била је члан одбора који су истраживали несреће спејс-шатлова Челенџер и Колумбија и једина је особа која је учествовала у оба.